# 서사하라
서사하라(아랍어: الصحراء الغربية 아사라 알가르비야[*], 스페인어: Sahara Occidental 사하라 오시덴탈[*], 문화어: 서부사하라)는 아프리카 서북부 대서양 연안에 있는 지역이다. 북쪽부터 시계 방향으로 모로코, 알제리, 모리타니에 접하고있다. 1969년까지 스페인령 사하라였으며, 리오데오로와 사귀아엘함라 지역으로 이루어져 있었다. 망명 정권인 사하라 아랍 민주 공화국과 모로코가 영유권을 주장하고 있다. 국제 연합의 비자치 지역 목록에 1960년대부터 개재되고 있다.예전엔 모리타니까지 영유권을 주장했지만,포기해 사하라 아랍 민주 공화국과 모로코에게 주권이 넘어갔다.
모로코가 지금까지도 서사하라 지역을 지배하고 있고, 사하라 아랍 민주 공화국은 오직 서사하라의 동쪽 지역만을 조금 지배하고 있을 뿐이다. 모로코가 서사하라를 공식적으로 식민지화하여 아프리카와 남아메리카 국가를 제외한 대부분 국가들이 서사하라를 국가로 인정하지 않았다. 또한 이 국가는 유엔에도 가입하지 못하고 있다.서사하라는 20세기부터 분쟁이 시작해 아직까지도 이어지고 있다

## 도시
- 엘아이운
- 다클라
- 스마라
- 티파리티

## 인구와 국민
아랍인과 베르베르족이 대다수를 차지하고 있다. 공용어는 아랍어와 에스파냐어, 베르베르어를 사용한다.

## 지리
북아프리카에 위치하는 서사하라는 북대서양 및 모로코, 모리타니와 접하고 있다. 북동쪽으로는 알제리와도 만난다. 지구에서 가장 건조하고 사람이 살기 어려운 지역에 속하기도 한다. 일부 지역에서는 인산이 많이 난다.

## 역사
세계적으로 식민지를 해방하는 탈식민지화 운동이 일어나면서 역사적 연고권을 주장한 모로코 및 모리타니와 민족 자결을 주장한 사흐와리인간에 갈등이 발생했다. 서사하라 주민들은 이미 1973년부터 폴리사리오 전선을 중심으로 독립 운동을 전개해왔다. 1975년에 국제사법재판소는 모로코와 모리타니가 이 지역에 연고권을 갖고 있지만, 사하라인은 민족 자결의 권리를 가진다는 권고적 의견(advisory opinion)을 냈다. 이에 모로코가 서사하라의 반환을 요구하며 녹색행군을 벌였고, 스페인은 모로코의 압력에 굴복해 모로코와 모리타니 간에 협상을 통해 북위 24도선을 기준으로 서사하라 북부의 2/3을 모로코가 나머지는 모리타니가 분할하기로 하였다.  1976년에 스페인의 통치가 종료되었다. 모리타니령 지역은 다클라를 중심지로 하여 티리스알가르비야 주가 설치됐다. 폴리사리오는 이에 반발해 사하라 아랍 민주 공화국으로 독립을 선포하였다.
이에 모로코는 폴리사리오에 대한 공세를 강화했고 폴리사리오는 알제리의 지원을 받아 모로코와 모리타니에 대하여 공격을 지속했다.
모리타니는 1979년 폴리사리오와 협정을 맺고 영유권을 포기하였다. 그러나 곧바로 모로코가 구 모리타니령 서사하라 지역도 모로코의 영토라고 선포했고, 폴리사리오는 구 모리타니령 지역에 대한 통제권을 확보하는데 실패하였다. 결국 모로코의 모로코 장벽 축조로 인해 20%~25%의 지역만 폴리사리오측이 통제하게 되었다. 1988년에 모로코와 폴리사리오가 유엔 평화안을 수용하고 1991년에 유엔 사하라 주민투표 감시단이 파견되었다.
이후 정전 상태가 이어지고 있으나 주민투표가 연기되는 등 현재까지도 분쟁의 궁극적인 해결은 어려운 상태이다. 그 후로 폴리사리오 전선과 모로코 간의 게릴라전 상태가 지속되어오다가 1991년 이후 국제연합에 의해 정전에 들어간 상태이다. 이에 따라 서사하라 지역에서는 유엔 평화유지군(PKF)에 의한 평화 유지 활동(PKO)이 이루어지고 있다.
1999년부터는 모로코에 무함마드 6세가 집권하면서 이전의 하산 2세 시절과는 달리 서사하라의 엘리트들을 대하는 태도가 소홀해졌고, 이에 따라 독립을 요구하는 목소리가 높아지고 있다. 특히 수도 엘아이운에서는 2005년부터 시위가 늘어가는 추세이다.
하지만 젊은이들의 경우 서사하라 주민 1세대나 모로코인들과는 정치적으로 다른입장을 보이고 있다. 이들은 폴리사리오 전선에 가담하지 않고, 시민권을 요구하며 민족주의보다는 인권과 국제적인 합법성을 원하고 있다. 그러나 국제연합은 아직 이 문제에 대해서는 어떠한 결정도 하지 않은 상태이다.

## 경제
수산물과 인산을 빼고서 서사하라 전체에서 나는 자원은 거의 없을뿐더러 농업 활동을 위한 강수마저 부족한 상황이다. 최근에는 가스 매장이 되어 있을 것이라는 기대감이 나타나고 있지만 상업성이 있을지에 대해서는 의문이 남아 있는 상태다. 더욱이 서사하라의 지금 상황 상 주권 독립국이 아니기 때문에 채취를 하더라도 어떻게 법적으로 대처해야 하는지에 대한 문제가 크다.
대부분의 사람들이 유목과 목축, 수산업을 하며 인산 탄광촌에서 생활하기도 한다. 대부분의 식량은 수입해서 먹으며 모든 무역과 경제 활동은 모로코 정부가 주관하고 있다. 모로코 정부는 필수재에 대한 가격 통제와 이점을 제공하면서 모로코 인들을 강제 이주시키기도 주저하지 않는다. 때문에 모로코 정부가 가장 큰 영향력을 서사하라 전체에 행사하고 있다 해도 과언이 아니다.

## 대한민국과의 관계
대한민국 국군이 서사하라에 1994년에 유엔 평화유지군(PKF)을 파병한 바 있다.

## 같이 보기
- 미승인 국가 목록